# Dirphya patricia
Dirphya patricia är en skalbaggsart som först beskrevs av Louis Alexandre Auguste Chevrolat 1858.  Dirphya patricia ingår i släktet Dirphya och familjen långhorningar.
Artens utbredningsområde är:
- Angola.
- Benin.
- Gabon.
- Ghana.
- Nigeria.
- Sierra Leone.
- Togo.

Utöver nominatformen finns också underarten D. p. ngombea.